# Last Week Tonight with John Oliver
Il Last Week Tonight with John Oliver, conosciuto anche come Last Week Tonight, è un talk show statunitense trasmesso dal 27 aprile 2014 su HBO. Lo spettacolo è condotto da John Oliver e dura 30 minuti.

## Format
Il programma si divide in due parti, la prima parte della durata di 5 minuti dove riassume brevemente gli argomenti della settimana ed una seconda parte dove espone il pezzo principale della serata, che tratta in maniera satirica argomenti che variano dalle notizie, alla politica, a eventi appena occorsi.